# Las calaveras

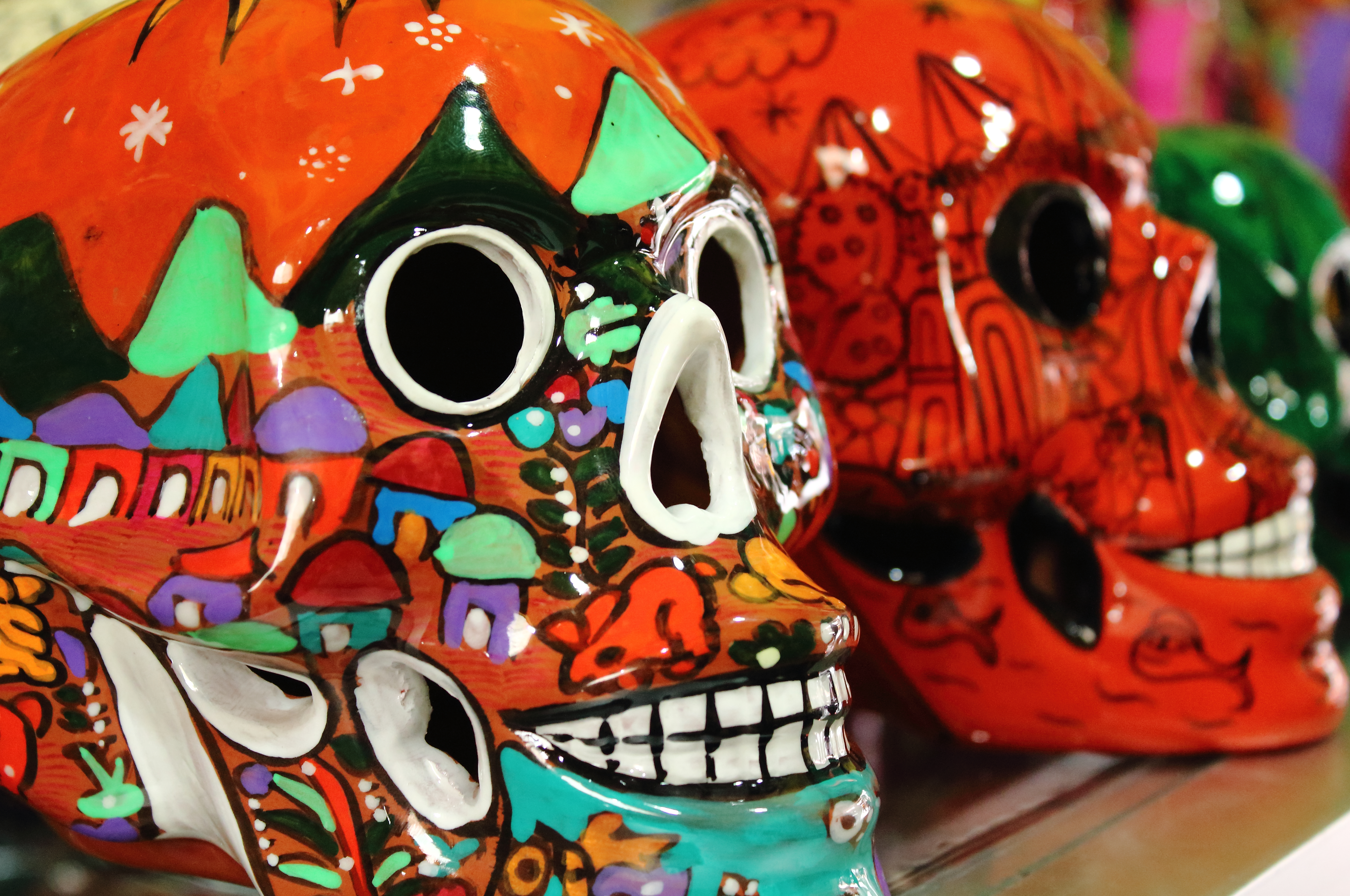
Farbenfrohe Totenköpfe in Mexiko

Las calaveras (spanisch für „Die Totenköpfe“), häufig mit dem Zusatz Chúmbala cachúmbala, ist ein Kinderlied aus Mexiko, das traditionell zum Tag der Toten bzw. zu Halloween gespielt wird. Das Lied will die Kinder nicht erschrecken, sondern vielmehr auf heitere Art und Weise mit dem Tod bzw. den Verstorbenen konfrontieren. 

## Inhalt
Das Lied beschreibt die 11 – in einigen Versionen auch 12 – Stunden, die sich in der „Nacht der Toten“ vom ersten auf den zweiten November zutragen. Allen Versionen ist gemeinsam, dass die Totenköpfe (in manchen Versionen auch die Skelette) um Punkt ein Uhr nachts ihre Gräber verlassen, die Nacht durchfeiern und verrückte Dinge anstellen. Viele Versionen beschreiben verschiedene Dinge, die die Toten bis 12 Uhr mittags anstellen. In einigen Versionen kehren die Toten um 13 Uhr wieder in ihre Gräber zurück.
Das Lied beschreibt, was die Toten zur jeweils vollen Stunde machen. So essen sie zum Beispiel in den meisten Versionen um zwei Uhr nachts Reis oder machen um fünf Uhr früh einen Sprung. Zu anderen Uhrzeiten gibt es teilweise größere Abweichungen in den vorliegenden Texten und es sind meistens verrückte Dinge, wenn sie sich zum Beispiel (je nach Version) um vier Uhr nachts Schuhe anziehen oder ins Theater gehen oder sich um sechs Uhr auf den Kopf stellen.

## Aufnahmen
Die bekannteste Version des Kinderliedes verzeichnet auf dem Videokanal YouTube weit über 150 Millionen Abrufe.
Auch der mexikanische Superstar Juan Gabriel sang das Lied bei mindestens einem seiner Konzerte und baute eigene lustige Elemente ein; wie zum Beispiel, dass die Toten um fünf Uhr nachts die Gringos schlagen.